# Jerry McCullough
Jerry McCullough (New York, 26 novembre 1973) è un ex cestista, allenatore di pallacanestro e dirigente sportivo statunitense, professionista in Europa.

## Carriera
Ha giocato per due stagioni alla Pallacanestro Cantù, dal 2001 al 2003, formando con Bootsy Thornton (guardia), Sam Hines (ala piccola), e Shaun Stonerook (ala grande) l'ottimo quartetto di americani denominato Fab Four, con cui Cantù raggiunse una semifinale di campionato (2001-02) e una finale di Coppa Italia (2003). L'anno successivo passa alla Pallacanestro Varese, e quindi in seguito all'Olimpia Milano, con cui raggiunge la finale Scudetto.
Dal 2014 al 2017 è stato Director of Basketball Operation della Florida Gulf Coast University.

## Palmarès

### Squadra
- Campionato francese: 1

Pau-Orthez: 2000-01

### Individuale
- USBL All-Defensive Team (1997)
- Migliore nelle palle recuperate USBL (1997)
- LNB Pro A MVP straniero: 1

Gravelines: 1997-98